# Dina Porat
Dina Porat (Buenos Aires, 24 settembre 1943) è una docente, storica e scrittrice argentina.

## Biografia
Dina Porat è una storica argentina che vive in Israele, professore emerito di storia ebraica moderna presso il dipartimento di storia ebraica dell'Università di Tel Aviv e dirige il Kantor Center for the Study of Contemporary European Jewry.

## Percorso accademico
Dina Porat ha diretto il dipartimento di storia ebraica dello Stephen Roth Institute, presso l'Università di Tel Aviv.  La sua ricerca verte sulla storia ebraica moderna, sulla storia dell'antisemitismo, dell'Olocausto e sui loro effetti, sul sionismo durante la seconda guerra mondiale e sul razzismo.
Nel 2007 ha partecipato a studi internazionali per la formulazione di un'ampia definizione di antisemitismo.
Nell'autunno 2008 ha insegnato anche alla Venice International University presso l'Università Ca' Foscari Venezia.
Dal 2011 è la principale storica di Yad Vashem e partecipa a convegni ed incontri internazionali, come ad esempio l'assemblea generale annuale del Congresso ebraico europeo che si è tenuto a Bruxelles il 24 gennaio 2017.

## Attività letteraria e di divulgazione
La studiosa è autrice di molti saggi e libri sull'antisemitismo e sull'Olocausto e per questo ha avuto vari premi. Ha pubblicato un libro sulle Nakam, squadre di assassini che si erano date lo scopo, dopo la fine del conflitto, di rintracciare e uccidere gli ex ufficiali nazisti o di vendicarsi dei colpevoli di crimini durante il periodo delle persecuzioni contro gli ebrei. Dina Porat sostiene in questo e in altri interventi che la vendetta spetta solo a Dio.

## Riconoscimenti
Nel 2004 è stata giudicata la migliore insegnante della Facoltà di Lettere e Filosofia della TAU.
Nel 2012 ha ricevuto la medaglia Raoul Wallenberg.
Nel 2013 la rivista israeliana TheMarker l'ha inserita tra le cinquanta principali studiose del Paese
Nel 2018 Forbes l'ha inserita nella lista delle 50 donne più influenti in Israele.

## Opere
- (EN) Hanhagah be-milkud: ha-yishuv nokhaḥ ha-Shoʼah, 1942-1945, Tel-Aviv, ʻAm ʻoved, 1986, ISBN 9789651303807, OCLC 1167551543.
- (DE) The Blue and the Yellow Stars of David The Zionist Leadership in Palestine and the Holocaust, 1939-1945, Erscheinungsort nicht ermittelbar, Harvard University Press, 1990, ISBN 9780674436176, OCLC 900817908.
- (EN) Antisemitism and terror, Tel Aviv, Stephen Roth Inst. for the Study of Contemporary Antisemitism and Racism, 2003, ISBN 9789657033074, OCLC 254474318.
- (EN) The fall of a sparrow the life and times of Abba Kovner, Stanford, Calif. Stanford Univ. Press, 2009, ISBN 9780804762489, OCLC 1106840689.
- (EN) con David Bankier e l'International Institute for Holocaust Research, Roncalli and the Jews during the holocaust: concern and efforts to help, Jerusalem, Yad Vashem Publications, 2014, ISBN 9789653084667, OCLC 883423845.
- (EN) con Dan Mikhman e Ḥayyim Saʿadun, The end of 1942: a turning point in World War II and in the comprehension of the Final Solution?, Jerusalem Yad Vashem, The World Holocaust Remembrance Center ; International Institute for Holocaust Research, 2017, ISBN 9789653085626, OCLC 1065753278.